# Nils Adlercreutz
|  | Hästsportsportalen |

Nils August Domingo Adlercreutz, född den 8 juli 1866 i Brunneby, död den 27 september 1955 i Stockholm, var en svensk militär och ryttare. Han var bror till Carl Adlercreutz.

## Familj
Nils Adlercreutz var son till löjtnanten och godsägaren Oskar Nikolas Adolf Valentin Adlercreutz (1832–1909) och dennes hustru, grevinnan Aurora Lovisa Georgina Augusta Gyldenstolpe (1836–1912). Han gifte sig själv 1896 med Ebba Maria Cederschiöld (1873–?), dotter till major Pehr Henrik Rudolf Cederschiöld och Amelie Hilda Maria Sterky. Nils Adlercreutz och hans hustru fick fyra barn, däribland sonen Gregor Adlercreutz, liksom fadern framstående ryttare och bronsmedaljör i dressyr vid Olympiska sommarspelen 1936. Dottern Maud Adlercreutz var en av de tidigaste kvinnliga journalisterna i svensk kvällspress.

## Militär karriär i Sverige
Redan 1887, året innan han gick ut läroverket i Norrköping, hade Adlercreutz blivit volontär vid Livgardet till häst. Efter att ha utexaminerats från Krigsskolan 1890 blev han underlöjtnant vid detta regemente men övergick året därpå till Arméns rid- och körskola vid Strömsholm där han efter avlagd stallmästarekurs 1891–1893 blev löjtnant 1896. Åren 1897–1899 genomgick han Krigshögskolan och blev därefter ordonnansofficer vid IV. arméfördelningens stab, vilket han var till 1902. Han återvände efter tjänstgöring utomlands (se nedan) till Strömsholm, nu som lärare där 1906–1908. Sistnämnda år blev han såväl ryttmästare som chef för officers- och reservofficersvolontärskolan vid kavalleriet i Umeå garnison, vilket han var till 1909. Han blev major vid Skånska dragonregementet 1914 och överstelöjtnant där 1917. År 1918 blev han överste och chef för Smålands husarregemente men återvände 1921 till Skånska dragonregementet som dess chef, en roll som han kvarstod i till sin pension 1927.

## Militära uppdrag i utlandet
Adlercreutz hade 1902–1903 varit kommenderad att tjänstgöra vid det 2. Pommerska ulanregementet nr 9 i Tyskland och återvände till detta land 1912–1918 som militärattaché vid den svenska beskickningen i Berlin. Som sådan vistades han även under första världskriget vid det tyska militära högkvarteret samt vid den tyska sydarmén våren 1915 och vid Bayerska kavalleridivisionen 1916. Han närvarade därvid vid offensiver i Serbien, Galizien, Rumänien, Italien och vid västfronten.

## Idrottsprestationer
Adlercreutz deltog som ryttare vid Olympiska sommarspelen 1912. Där blev han delaktig i det lagguld i fälttävlan som den svenska ryttartruppen tog. Individuellt fick han en fjärdeplats i fälttävlan och en sjätteplats i banhoppning.

## Utmärkelser

### Svenska utmärkelser
- Kommendör av första klassen av Svärdsorden, 23 september 1924.[3]
- Riddare av första klassen av Svärdsorden, 1911.[4]
- Riddare av första klassen av Vasaorden, 1918.[5]
- Ledamot av Kungliga Krigsvetenskapsakademien, 1923.[6]

### Utländska utmärkelser
- Första klassen av Belgiska Militärkorset, senast 1915.[7]
- Andra klassen av Preussiska Järnkorset.[8][9]
- Riddare av tredje klassen av Preussiska Kronorden, senast 1915.[7]
- Riddare av tredje klassen av Ryska Sankt Annas orden, senast 1915.[7]
- Riddare av första klassen av Sachsiska Albrektsorden, senast 1915.[7]
- Riddare av Österrikiska Frans Josefsorden, senast 1915.[7]